# Afromevesia totorufa
Afromevesia totorufa är en stekelart som först beskrevs av Heinrich 1968.  Afromevesia totorufa ingår i släktet Afromevesia och familjen brokparasitsteklar. Inga underarter finns listade i Catalogue of Life.